# Sebas Saiz
Juan Sebastián Saiz Soto, detto Sebas (Madrid, 15 giugno 1994), è un cestista spagnolo.

## Carriera
Con la Spagna ha vinto i Campionati europei del 2022.